# Thelotrema diminitum
Thelotrema diminitum är en lavart som beskrevs av Hale 1974. Thelotrema diminitum ingår i släktet Thelotrema och familjen Thelotremataceae.   Inga underarter finns listade i Catalogue of Life.